# Sankt Anton am Arlberg
Sankt Anton am Arlberg je obec v Rakousku ve spolkové zemi Tyrolsko v okrese Landeck. Žije zde přibližně 2 400 obyvatel.
První písemná zmínka pochází z roku 1275 pod názvem Vallis taberna, v roce 1698 byl vysvěcen farní kostel svatého Antonína Paduánského. Sankt Anton leží na významné dopravní tepně přes Arlberský průsmyk 100 km západně od Innsbrucku a protéká jím řeka Rosanna. Nejvyšším bodem obce je hora Valluga (2 811 m n. m.). Patří k největším lyžařským střediskům v Rakousku, návštěvníkům nabízí 9000 lůžek a 83 vleků. U zrodu místní turistiky stál roku 1895 hoteliér Carl Schuler. Konalo se zde mistrovství světa v alpském lyžování 2001. V létě se v místě provozuje golf, jízda na horských kolech a na raftech.
Natáčely se zde filmy Sjezdař (1969) a Holka s prknem (2011).